# Associação Atlética Maguary
A Associação Atlética Maguary (conhecida popularmente como Maguary), é um clube de futebol brasileiro do município de Bonito, no estado de Pernambuco. Foi fundado em 1 de maio de 1971 e suas cores oficiais são o azul e branco. A princípio, o clube foi fundado como diversão para os funcionários das Indústrias Alimentícias Maguary, fabricante e exportadora de sucos do município bonitense.
Tem como modalidade esportiva principal o futebol, sendo considerado como um dos times mais tradicionais do futebol pernambucano. O Maguary foi um clube de grande importância para o futebol amador pernambucano na década de 1970. Em 1977, foi realizado o que seria o primeiro campeonato da Segunda Divisão do Campeonato Pernambucano de Futebol, posteriormente conhecida como Série A2.[carece de fontes?] Competição esta, feita exclusivamente para os clubes que não estavam qualificados ou não cumpriam as exigências da Federação Pernambucana para disputarem a primeira divisão e cujo clube sagrou-se como primeiro campeão, dessa edição. Em toda sua história, o clube teve uma única participação no campeonato o que culminou no título estadual. No ano seguinte, em 1978, o campeonato foi suspenso devido à falta de investimentos e só retornou 18 anos após ter sido realizada a primeira edição. Neste meio tempo, em quase duas décadas o clube era lembrado como "Primeiro Campeão Pernambucano da Série A2" do estadual e entre os anos de 1980 à 1990, o clube se licenciou e encerrou suas atividades profissionais, se afastando se competições oficiais organizadas pela federação.
Em 5 de maio de 2021, com anuncio de seus atuais dirigentes; Ytalo Pontes e Carlos Maurício Figueiredo, o Maguary foi reativado e poderá disputar competições oficiais.
Atualmente, o Maguary disputa a primeira divisão do Campeonato Pernambucano.

## História
A História da Associação Atlética Maguary começa no dia 1 de maio de 1971, quando o clube foi fundado para a distração dos funcionários das Industrias Alimentícias Maguari, fabricante e exportadora de sucos da cidade de Bonito no estado de Pernambuco. Com o passar do tempo, fundou-se uma sede na avenida Joaquim Nambuco no cento do município e foi requisitado um estádio para partidas. Em outubro de 1975, o presidente do clube, Antônio Mauri Figueiredo, gerente industrial da firma, resolveu partir para a formação de um verdadeiro time de futebol, iniciando pela contratação do treinador Leonildo Vila Nova – com passagens pelo Santa Cruz e Sport – e aos poucos chegaram os reforços, jogadores sem chances nos times da capital. O clube foi uma revolução na cidade, cujo moradores consideravam os jogadores não mais do que malandros, não entendiam que eles fossem pagos regiamente e comessem do bom e do melhor só para correr atrás da bola, quando na própria fábrica um mínimo de 800 operários dava duro para garantir somente a comida, isso sem falar os que trabalhavam de sol a sol na lavoura ou que passavam horas a pé nos balcões das lojas.
O clube começou a ganhar destaque entre os moradores bonitenses. O Maguary começava a ganhar corpo com seus jogadores e alçar grandes voos no cenário futebolístico do estado, o que seria importante tanto para a divulgação da exportadora de sucos, quanto para o turismo da região.

### Propaganda:“Alma do negócio”
Hoje, a coisa está diferente.

“Quando o Maguari joga, vou ver; meu pai também. Aqui só temos cinema três vezes por semana, baile uma vez ou outra. Futebol é diversão”
Afirmou Bete, balconista, que trabalhava das 6 da matina às 10 da noite no Restaurante Cafona. Para que tais declarações fossem possíveis, os dirigentes tiveram que trabalhar duro – até distribuíram panfletos explicativos, de casa em casa, mostrando os benefícios do futebol.
“A coisa melhorou tato que, hoje, os jogadores já podem andar na rua, sem o risco de observações impertinentes. Se antes as conversas eram exclusivamente sobre a produção da fábrica, falta ou excesso de chuva ou política, agora o futebol também tem vez.”

### Prédio: o goleiro
Um grande goleiro, geralmente, quando se destaca ganha o apelido de ‘Muralha’, certo? Imaginem então quando a alcunha do arqueiro era ‘Prédio’?
Assim era chamado Valdeildo José da Silva, que foi negociado pelo Ferroviário do Recife e desembarcou em Bonito, no ano de 1976. Após duas temporadas, onde foi campeão Pernambucano do I Campeonato da Segundona de 1977, acabou sendo vendido ao Náutico, em seguida foi para São Luís do Maranhão, onde passou apenas um ano. Em 1981 casou, mas já teria pendurado as chuteiras e já fazia parte do quadro de funcionários da Prefeitura do Recife.

### Primeiro Campeão Pernambucano da 2ª Divisão
A Federação Pernambucana de Desportos (FPD), visando atrair o futebol do Interior, criou o I Campeonato Pernambucano - Série A2 de 1977. Apesar de que em anos anteriores já se tinha tido competições com a nomenclatura de “Segunda Divisão”, a 
Série A2 de 1977 foi uma competição que visava a profissionalização de clubes e ter calendario para os times que não tinham qualificação de disputar a divisão principal. A competição começou em 28 de agosto e terminou no dia 9 de outubro, e contou com a participação de dez clubes.
No final, três equipes terminaram empatadas com 14 pontos: Maguary, Ferroviário e União Peixe. Porém, 1º critério de desempate, o União ficou na terceira colocação por ter cinco vitórias contra seis das duas outras equipes. Então no 2º critério de desempate deu Associação Atlética Maguary com um saldo de 10 gols contra nove do Ferroviário, conquistando o inédito título. A campanha foi a seguinte: nove jogos, com seis vitórias, dois empates e apenas uma derrota; marcando 17 gols e sofrendo sete.

### Reativação do Maguary
O futebol também é feito de ressurgimentos de jogadores ou de clubes. E o primeiro campeão da Série A2 do Campeonato Pernambucano, em 1977, está de volta. A Associação Atlética Maguary, equipe da cidade de Bonito-PE, no Agreste, foi reativada. O presidente da FPF, Evandro Carvalho, recebeu no dia 14 de julho de 2021 no salão nobre da entidade, os atuais dirigentes do Maguary, Ytalo Pontes e Carlos Maurício Figueiredo. O Azulão de Bonito foi reativado no último dia 05 de maio.
“É com muito orgulho que reativamos o Maguary. Era algo que já vínhamos sonhando e que este ano conseguimos junto com a Federação, com a cidade de Bonito e com o meu sócio Carlos Maurício Figueiredo. Nós esperamos ter êxito nesta volta e que o clube seja uma equipe profissional, de caráter social”— Afirmou o atual presidente do Azulão, Ytalo Pontes.
O atual mandatário, afirmou que o clube conseguiu reunir documentos e reativar o clube junto à Confederação Brasileira de Futebol (CBF), como também na Federação Pernambucana de Futebol (FPF) e na Receita Federal. O Azulão chegou a participar do conselho arbitral da Série A2 2021, mas por causa de uma modernização em seu estádio, o Arthur Tavares de Melo, acabou ficando de fora. De acordo com o Ytalo, as obras devem estar finalizadas já na próxima temporada. A pretensão do clube, é de disputar todas as competições profissionais a partir de 2022, assim como o Sub-20 e Sub-17. 
Em 2022, o Maguary finalmente voltou a disputar competições oficiais, participando da Série A2 do Campeonato Pernambucano. Na primeira fase, a equipe foi alocada no Grupo B, ao lado de Central, Belo Jardim, Porto-PE, Chã Grande e Ypiranga-PE. Com uma campanha consistente, o Azulão somou 10 pontos e avançou na segunda colocação.
Na fase seguinte, enfrentou o Vitória das Tabocas, Flamengo de Arcoverde e Centro Limoeirense, garantindo a classificação sem dificuldades e terminando na liderança do grupo com 7 pontos.
Na terceira e última fase, valendo o acesso à elite do futebol pernambucano, o Maguary caiu em um grupo com Petrolina, Belo Jardim  e Ferroviário do Cabo. Com uma campanha sólida, o Azulão conquistou a vaga na Série A1 de 2023, garantindo pela primeira vez em sua história a participação na primeira divisão do futebol pernambucano. O acesso foi confirmado com uma goleada por 5 a 0 sobre o Ferroviário do Cabo, um marco histórico para o clube.

### Temporada de 2023: Estreia na Primeira Divisão
Em 2023, o Maguary fez sua estreia na elite do futebol pernambucano, sob o comando do técnico Nilson Corrêa. A equipe enfrentou dificuldades ao longo da competição, lutando contra o rebaixamento até a última rodada.  
O Azulão garantiu sua permanência na primeira divisão ao empatar com o Porto-PE, resultado que assegurou sua continuidade na elite estadual. Durante a campanha, o Maguary obteve um desempenho de 2 vitórias, 7 empates e 3 derrotas, finalizando o campeonato na 9ª colocação, com um total de 13 pontos.

### Temporada de 2024: Campanha Sólida e Eliminação Dramática
Em sua segunda participação consecutiva na elite do futebol pernambucano, o Maguary apresentou uma campanha competitiva, destacando-se tanto pela solidez defensiva quanto pelo desempenho como mandante.  
Um dos momentos mais marcantes da equipe na competição ocorreu durante a expressiva vitória por 6 a 2 sobre o Flamengo de Arcoverde, confronto no qual o atacante Hericlis teve atuação de destaque ao marcar um hat-trick. Com uma defesa bem estruturada e um desempenho consistente ao longo do torneio, o Maguary manteve-se na zona de classificação para a fase eliminatória até a última rodada.  
Entretanto, na partida decisiva contra o Afogados, o clube vivenciou um desfecho inesperado e dramático. Vencendo por 2 a 0 até os 47 minutos do segundo tempo, o Maguary sofreu uma reviravolta surpreendente nos acréscimos, sofrendo três gols nos minutos finais, resultando na derrota por 3 a 2. Esse revés impediu a equipe de avançar para a fase de mata-mata, encerrando sua participação na competição de maneira frustrante.

### Temporada de 2025: Uma Campanha Memorável
Em 2025, sob o comando do técnico Sued Lima, o Maguary fez história na competição. O time venceu adversários importantes, como Retrô (atual campeão da Série D na época), Central, Petrolina, Jaguar e Decisão Sertânia. O Maguary cumpriu seu papel ao vencer todas as equipes intermediárias, exceto Afogados, que só não perdeu devido a uma falha do goleiro Juliano e ao pênalti desperdiçado pelo jogador Marcos André.
Como resultado, o time terminou o campeonato em 2º lugar, garantindo vaga direta para as semifinais do Campeonato Pernambucano de Futebol. Na fase das quartas de final, a eliminação do Decisão Sertânia assegurou ao Maguary a tão sonhada vaga para a Série D de 2026. Mesmo tendo sido derrotado pelo Retrô na semifinal, com um placar agregado de 4 a 2, a campanha de 2025 permanece como um marco memorável para o clube.

## Títulos
| ESTADUAIS | ESTADUAIS               | ESTADUAIS | ESTADUAIS  |
|           | Competição              | Títulos   | Temporadas |
| --------- | ----------------------- | --------- | ---------- |
|           | Pernambucano - Série A2 | 1         | 1977       |

## Estatísticas

### Participações
|  | Participações em 2026 |

| Competição | Competição              | Temporadas | Melhor campanha    | Estreia | Última | P | R |
| Pernambuco | Campeonato Pernambucano | 4          | 4º colocado (2025) | 2023    | 2026   |   | – |
| Pernambuco | Série A2                | 2          | Campeão (1977)     | 1977    | 2022   | 1 | – |
| Brasil     | Série D                 | 1          | Estreia (2026)     | 2026    | 2026   | – |   |

### Campanhas de destaque
| Associação Atlética Maguary | Associação Atlética Maguary | Associação Atlética Maguary | Associação Atlética Maguary | Associação Atlética Maguary |
| Torneio                     | Campeão                     | Vice-campeão                | Terceiro colocado           | Quarto colocado             |
| --------------------------- | --------------------------- | --------------------------- | --------------------------- | --------------------------- |
| Pernambucano                | 0 (não possui)              | 0 (não possui)              | 0 (não possui)              | 1 (2025)                    |
| Pernambucano - Série A2     | 1 (1977)                    | 0 (não possui)              | 1 (2022)                    | 0 (não possui)              |